# Sociedade Esportiva Recreativa e Cultural Brasil
A Sociedade Esportiva Recreativa e Cultural Brasil ou somente Brasil de Farroupilha é um clube brasileiro de futebol, sediado na cidade de Farroupilha no Estado do Rio Grande do Sul. Foi fundado em 15 de janeiro de 1939. Atualmente, disputa a Divisão de Acesso do Gauchão.

## Títulos
| ESTADUAIS         | ESTADUAIS                             | ESTADUAIS | ESTADUAIS  |
|                   | Competição                            | Títulos   | Temporadas |
| ----------------- | ------------------------------------- | --------- | ---------- |
| Rio Grande do Sul | Campeonato Gaúcho - Divisão de Acesso | 1         | 1992       |
| Rio Grande do Sul | Campeonato Gaúcho - Amadores          | 1         | 1963       |

## Histórico em competições oficiais
| Histórico em competições oficiais | Histórico em competições oficiais | Histórico em competições oficiais | Histórico em competições oficiais |
| -                                 | Competição                        | Participações                     | Temporadas |
| --------------------------------- | --------------------------------- | --------------------------------- | --- |
| Brasil                            | Campeonato Brasileiro - Série C   | 1                                 | 1993 |
| Rio Grande do Sul                 | Campeonato Gaúcho - Série A       | 7                                 | 1993, 1994, 1995, 1996, 1997, 1998 e 1999 |
| Rio Grande do Sul                 | Campeonato Gaúcho - Série A2      | 29                                | 1971, 1972, 1986, 1987, 1988, 1989, 1990, 1991, 1992, 2004, 2005, 2006, 2007, 2008, 2009, 2010, 2011, 2012, 2013, 2014, 2015, 2016, 2017, 2018, 2020, 2021, 2022, 2023, 2024 e 2025 |
| Rio Grande do Sul                 | Campeonato Gaúcho - Série B       | 1                                 | 2019 |
| Rio Grande do Sul                 | Super Copa Gaúcha                 | 1                                 | 2015 |
| Rio Grande do Sul                 | Copa FGF                          | 5                                 | 2004, 2008, 2015, 2021 e 2022 |
| Rio Grande do Sul                 | Copa Governador do Estado         | 3                                 | 1971, 1972 e 1975 |
| Rio Grande do Sul                 | Copa Galego                       | 1                                 | 1997 |

 Campeão da competição

### Últimas dez temporadas
*2020: competição cancelada na terceira rodada devido a Pandemia de COVID-19
Legenda:
| Promovido à Divisão de Acesso Rebaixado para a Série B |